# Ecologie urbană

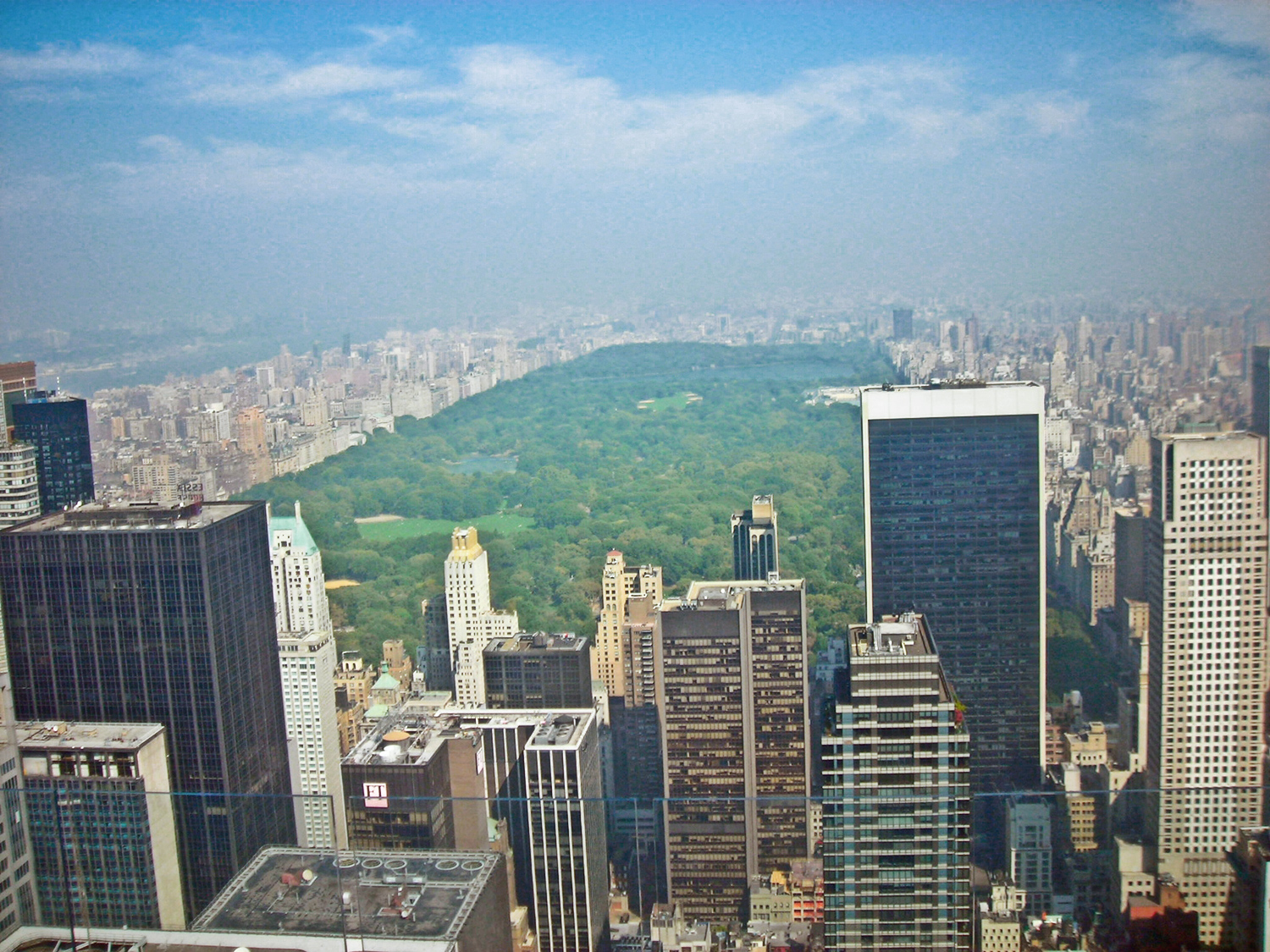
Central Park reprezintă un fragment de ecosistem într-un mediu urban mai extins.

Ecologia urbană reprezintă un studiu științific al interacțiunii dintre organismele vii și mediul lor înconjurător, într-un mediu urban. Acesta se referă la zonele  acoperite de clădiri rezidențiale și comerciale de înaltă densitate, suprafețe pavate și alți factori urbani, care, împreună, formează un peisaj unic, diferit de mediile studiate anterior, în domeniul ecologiei ,având ca scop realizarea unui echilibru între cultura umană și mediul înconjurător. 
Comparativ cu ecologia în ansamblu, ecologia urbană este un domeniu de studiu recent. Metodele și studiile acesteia sunt asemănătoare și reprezintă o subcategorie  a ecologiei, acordându-i-se o importanță tot mai mare, deoarece peste 50% din populația lumii trăiește astăzi în zonele urbane.  În același timp se estimează că, în următorii patruzeci de ani, două treimi din populația lumii va trăi în centre urbane aflate în expansiune.  Procesele ecologice din mediul urban sunt comparate cu cele existente în  afara acestui context. Cu toate acestea, tipurile de habitate urbane și speciile care le populează sunt insuficient studiate. Adesea, explicațiile pentru fenomenele examinate în mediul urban, precum și estimarea schimbărilor cauzate de urbanizare, reprezintă  baza cercetării științifice. 

## Istorie

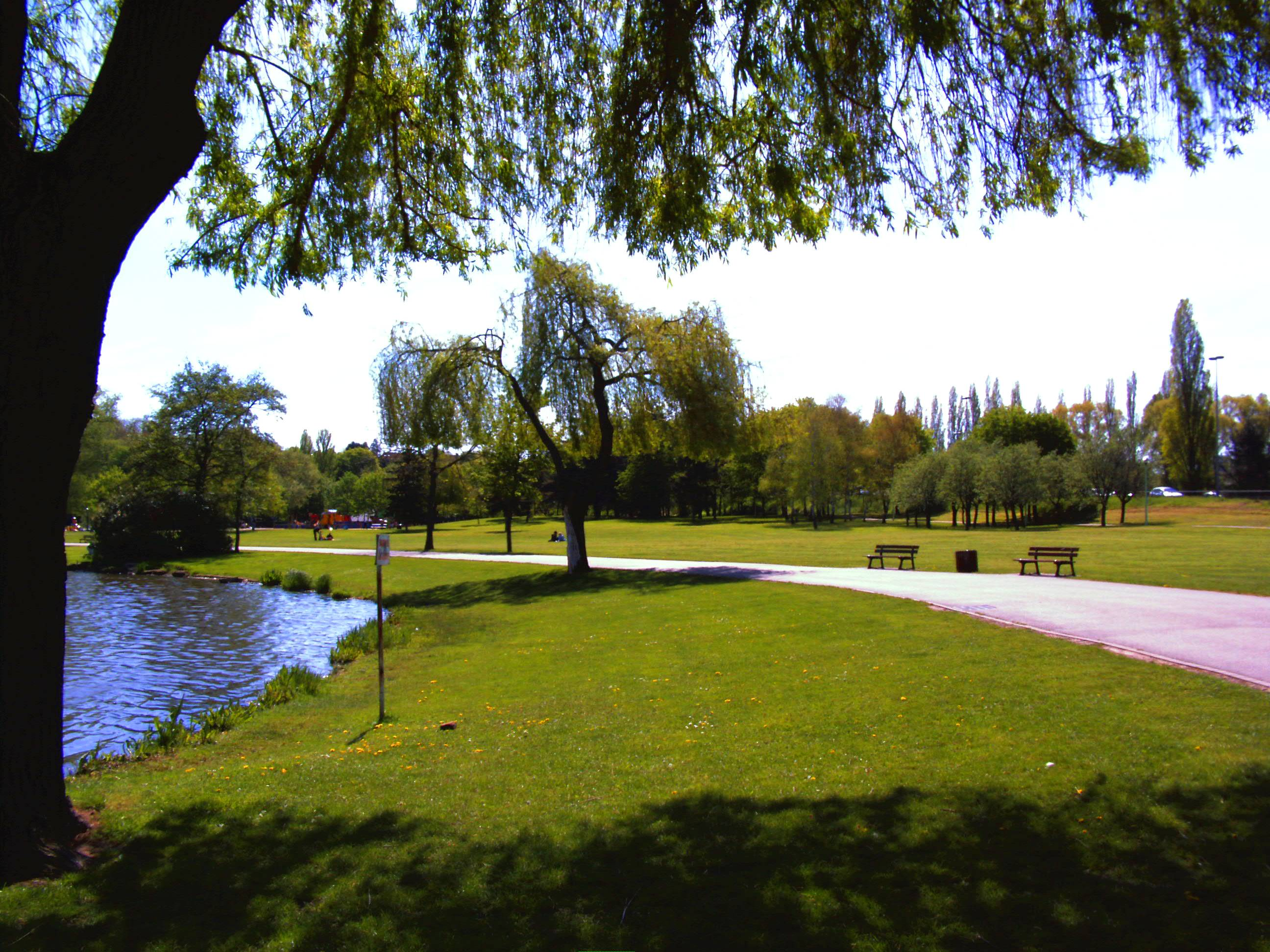
Crearea unei importante grădini de apă curgătoare în centrul orașului Metz, la începutul anilor '70, reprezentând materializarea unei lucrări ce aparține biologului francez, Jean-Marie Pelt “ în ecologia urbană.

În trecut, ecologia  acorda o atenție deosebită mediilor naturale „curate”, dar în anii ’70, mulți ecologiști au început să își îndrepte atenția spre interacțiunile ecologice care au loc și sunt provocate de mediile urbane. Cartea biologului francez, Jean-Marie Pelt, din anul 1977 The Re-Naturalized Human,  publicația din 1994 a lui Brian Davis ,,Urbanization and the diversity of insects'',  și articolul din anul 1979 aparținând profesorului Sukopp și alții. " The soil, flora and vegetation of Berlin's wastelands "  sunt unele dintre primele publicații care confirmă importanța ecologiei urbane ca o formă aparte și distinctă de ecologie, în același mod în care se poate considera ecologia peisajului diferită de ecologia populației . În cartea publicată în anul 1986, Landscape Ecology, Forman și Godron  observă mai întâi siturile urbane și peisajele din alte medii, divizându-le pe cele din urmă în cinci tipuri mari, repartizate în funcție de  intensitatea influenței  umane, de la medii naturale curate la centre urbane . 
Ecologia urbană este recunoscută ca un concept divers și complex, aplicată în mod diferit în America de Nord și Europa. Aceasta studiază biota zonelor urbane, din punct de vedere al  conceptului european, în timp ce conceptul nord-american a examinat în mod tradițional științele sociale care aparțin peisajului urban , precum  fluxurile și procesele ecosistemului. 

## Metode
Întrucât ecologia urbană este un subdomeniu al ecologiei, multe dintre tehnici sunt asemănătoare. Tehnicile de studiu ecologic au fost elaborate de-a lungul secolelor, dar multe dintre acestea, cele care aparțin ecologiei urbane, au fost actualizate recent. Metodele utilizate pentru studierea acestei ecologii implică tehnici chimice și biochimice, înregistrarea datelor meteorologice, cartografierea termică a teledetecției și site-urile de cercetare ecologică pe termen lung. 

### Tehnici chimice și biochimice
Tehnicile chimice pot fi utilizate pentru a determina concentrațiile de poluanți și efectele acestora. Testele pot fi la fel de simple ca scufundarea unei benzi special fabricate  pentru test, ca în cazul testării pH-ului, sau mai complexe, ca în cazul examinării variației spațiale și temporale a contaminării cu metale grele din cauza scurgerii industriale.  În cadrul respectivului studiu particular, s-a prelevat ficatul păsărilor din multe zone ale Mării Nordului pentru a fi analizat și pentru a se extrage mercurul din interiorul acestuia. În plus, mercurul găsit în pene a fost extras atât din păsările vii, cât și din exemplarele muzeului, în vederea  analizării concentrațiilor de mercur, pe parcursul mai multor decenii. Prin aceste două măsurători diferite, cercetătorii au avut posibilitatea de a prezenta  o imagine complexă a răspândirii mercurului din cauza scurgerii industriale, atât spațiale cât și temporale. 
Alte tehnici chimice includ teste pentru nitrați, fosfați, sulfați, etc., care sunt asociate în mod obișnuit cu poluanții urbani, cum ar fi îngrășămintele și subprodusele industriale. Aceste fluxuri biochimice sunt studiate în atmosferă (de exemplu, gaze cu efect de seră ), ecosistemele acvatice și vegetația solului .  Efecte extinse admise ale acestor fluxuri biochimice pot fi observate în diferite niveluri, atât ale ecosistemelor rurale urbane cât și cele care aparțin  mediului rural aflat în apropiere. 

### Date privind temperatura și cartografierea căldurii
Datele referitoare la temperatură pot fi utilizate pentru diferite tipuri de studii. Un aspect important al datelor statistice meteorologice este reprezentat prin capacitatea de a corela temperatura cu diverși factori care pot afecta sau care apar în mediu. De multe ori, datele meteorologice sunt măsurate pe termen lung de către Cercetarea  Oceanică și Atmosferică (COA) și puse la dispoziția comunității științifice prin intermediul Administrației Naționale Oceanice și Atmosferice (ANOA).  Datele pot fi suprapuse cu hărți de teren, caracteristici urbane și alte zone spațiale pentru a crea hărți de căldură. Acestea pot fi utilizate pentru analizarea tendințelor și distribuția în timp și spațiu.  

### Teledetecție

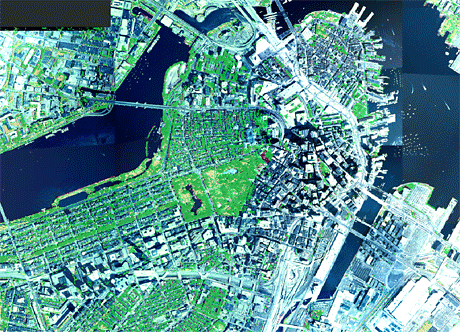
Teledetecția permite colectarea datelor folosind sateliți. Această hartă prezintă coroana arborilor din zona urbană din Boston.

Teledetecția este tehniologia prin care sunt strânse date din zone îndepărtate prin utilizarea imaginilor din satelit, radar și fotografii aeriene. În ecologia urbană, teledetecția este folosită pentru a obține informații despre teren, tiparele meteorologice, lumină și vegetație. Un scop al utilizării teledetecției pentru ecologia urbană este detectarea productivității unei zone prin măsurarea lungimilor de undă fotosintetice ale luminii emise.  Imaginile prin satelit pot fi de asemenea utilizate pentru a detecta diferențele de temperatură și diversitatea peisajului cu scopul de a identifica efectele urbanizării. 

### LTER și seturi de date pe termen lung
Site-uri de cercetare ecologică pe termen lung (LTER) sunt amplasamente de cercetare finanțate de guvern care au colectat date fiabile pe o perioadă  lungă, pentru  identificarea tendințelor climatice sau ecologice pe timp îndelungat. Aceste site-uri oferă date temporale și spațiale pe termen lung, cum ar fi temperatura medie, precipitațiile și alte procese ecologice. Scopul principal al LTER-urilor pentru ecologiștii urbani este acela de a colecta cantități importante de date pe o anumită perioadă. Aceste seturi de date pe termen lung pot fi apoi studiate pentru aflarea tendințelor referitoare la efectele mediului urban asupra diverselor procese ecologice, precum diversitatea și numărul speciilor de-a lungul timpului.  Un alt exemplu este examinarea tendințelor meteorologice care sunt însoțite de dezvoltarea centrelor urbane. 

## Efectele urbanizării asupra mediului
Oamenii reprezintă motorul ecologiei urbane și influențează mediul prin diferite moduri, cum ar fi modificarea suprafețelor terestre și a căilor navigabile, introducerea speciilor străine și modificarea ciclurilor biogeochemice. Unele dintre aceste efecte sunt fără îndoială mult mai vizibile, cum ar fi inversarea râului Chicago, lucru necesar pentru evitarea creșterii nivelului de  poluare și  comerțului pe râu.  Alte efecte, cum ar fi schimbarea climatului global din cauza urbanizării, pot fi simțite treptat. 

### Modificarea terestră și fluvială

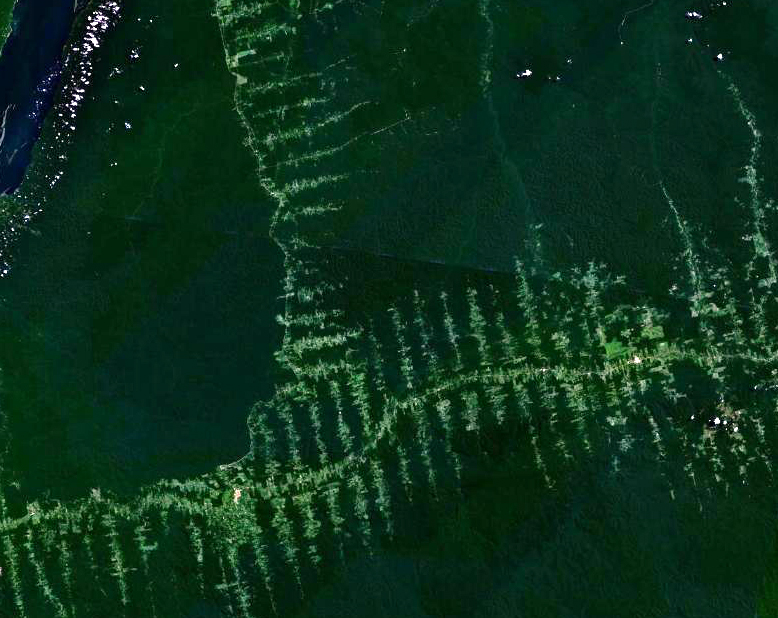
Defrișarea în pădurea Amazon. „Modelul fishbone (schelet de pește) reprezintă rezultatul drumurilor din pădure create de muncitorii forestieri..

Oamenii pun accent  pe teren nu numai pentru a construi centre urbane, ci și pentru a construi zone suburbane pentru locuințe. De asemenea, pământul este alocat  agriculturii, pentru a susține creșterea populației în orașe. Extinderea orașelor și a zonelor suburbane necesită, în consecință, o defrișare  pentru a răspunde cerințelor de utilizare a terenului și a resurselor necesare urbanizării. Defrișările din Statele Unite și Brazilia reprezintă exemple esențiale în acest sens. 
Alături de modificarea terenurilor pentru satisfacerea nevoilor umane, resursele naturale de apă, cum ar fi râurile și pâraiele sunt, de asemenea, modificate în zonele urbane. Aceste modificări  pot veni sub formă de baraje, canale artificiale și chiar inversarea râurilor. Inversarea direcției fluxului de apă în cazul  râului Chicago, este un exemplu important de modificare a mediului urban. Zonele urbane din mediul deșertului natural procură, în mod constant, apă din zone îndepărtate pentru a menține populația umană și probabil efectele vor fi simțite de clima deșertului local .  De asemenea, modificarea sistemelor acvatice din aceste zone determină scăderea diversității fluxurilor și creșterea poluării. 

### Comerțul, transportul și răspândirea speciilor invadatoare

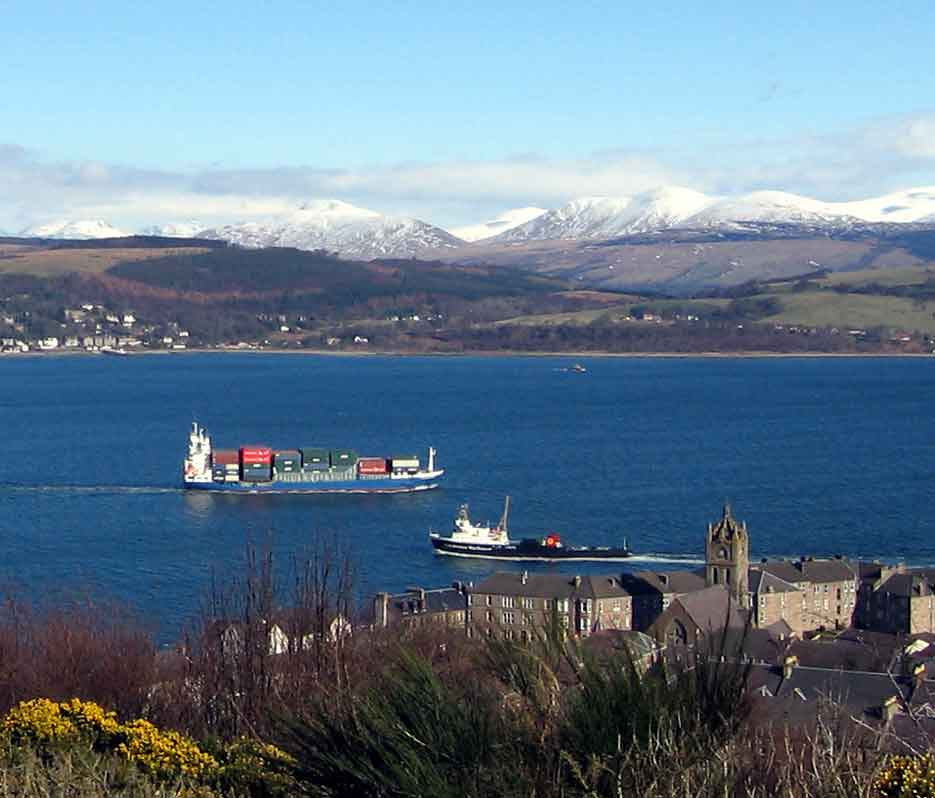
O navă care navighează prin Firth of Clyde în Scoția, transportând specii invazive.

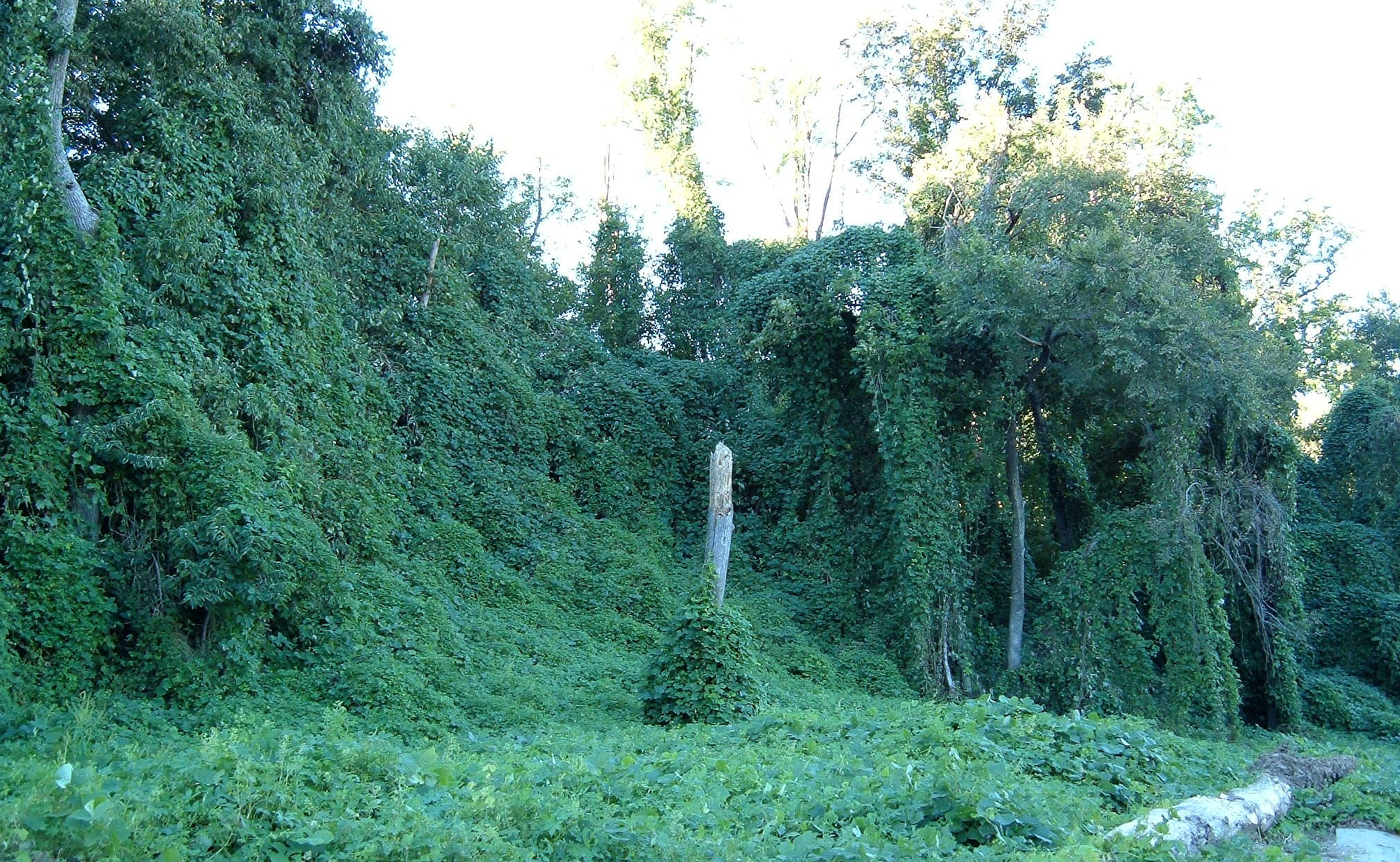
Viță de vie invadatoare kudzu crescând pe copacii din Atlanta, Georgia, SUA

Atât transportul local, cât și comerțul pe distanțe lungi sunt necesare pentru a satisface cererea de resurse importante în menținerea zonelor urbane. Emisiile de dioxid de carbon din transportul mărfurilor contribuie, de asemenea, la acumularea gazelor cu efect de seră și a depozitelor de nutrienți în solul și aerul mediilor urbane.  În plus, transportul maritim facilitează răspândirea neintenționată a organismelor vii și le introduce în medii pe care nu le-ar locui în mod natural, determinând apariția în aceste zone a unor populații de organisme  reprezentate de  speciile aduse sau extraterestre, acest lucru fiind cauzat de activitățile umane intenționate sau din greșeală. Cresterea transportului între centrele urbane favorizează mișcarea accidentală a speciilor de animale și plante. Speciile extraterestre nu au adesea prădători naturali și constituie o amenințare majoră pentru dinamica populațiilor ecologice existente în noul mediu în care sunt introduse. Astfel de specii invadatoare sunt numeroase și includ vrăbii de casă, fazani cu gât inelar, foame europeni, șobolani căprui, crap asiatic, taurini americani, siloz de cenușă de smarald, viță de vie kudzu și midii zebra printre  altele, mai ales animale domestice.   În Australia s-a constatat că eliminarea Lantana ( L. camara , o specie extraterestră) din spațiile verzi urbane poate avea în mod surprinzător un impact negativ asupra diversității păsărilor la nivel local, deoarece oferă refugiu pentru specii precum zâna superioară (Malurus cyaneus) și silvereye (Zosterops lateralis), în absența  plantelor asemănătoare locale. Deși, pare să existe un prag de densitate în care prea multă Lantana (deci omogenitatea acoperirii vegetației) poate duce la scăderea bogăției sau abundenței speciilor de păsări. 

### Efectele umane asupra căilor biogeochimice
Urbanizarea are ca rezultat  o utilizare crescută de substanțe chimice de către industrie, construcții, agricultură și servicii care furnizează energie. Astfel de solicitări au un impact important asupra ciclurilor biogeochimice, rezultând fenomene precum ploaia acidă, eutrofizarea și încălzirea globală .  Mai mult decât atât, ciclurile biogeochimice naturale în mediul urban pot fi împiedicate datorită suprafețelor impermeabile care opresc nutrienții să revină la sol, apă și atmosferă. 

Reprezentarea grafică a ciclului carbonului.

Cererea de îngrășăminte necesare pentru a acoperi nevoile agricole, influențată de dezvoltarea centrelor urbane, poate avea ca rezultat modificarea compoziției chimice a solului. Aceste efecte pot determina concentrații de compuși anormal de mari, ca: sulful, fosforul, azotul și metalele grele. Pe lângă acest lucru, azotul și fosforul, aflați în  compoziția îngrășămintelor, au cauzat probleme severe ca deșeurile agricole,  modificând concentrația acestor compuși în râuri și pârâuri locale,  având efecte nefavorabile asupra speciilor din aceste zone.  O consecință des întâlnită a deșeurilor agricole este fenomenul numit eutrofizare. Când substanțele chimice fertilizante din deșeul agricol ajung în ocean, rezultă o înflorire de algă care moare rapid.  Biomasa de alge moarte este descompusă de bacterii care consumă și cantități mari de oxigen, pe care le obțin din apă, rezultând o „zonă moartă” fără oxigen pentru pești sau alte organisme. Zona moartă din Golful Mexic reprezintă un exemplu obișnuit, fiind cauzată de deșeurilor agricole din râul Mississippi . 
Și schimbările climatice, la fel ca poluanții, modifică ecosistemele fluviale și oceanice, exercitând reacții asemănătoare în aer. O parte din aceste reacții provin din acumularea de substanțe chimice și din poluare, care se răsfrâng asupra mediului urban, având un impact major asupra plantelor și animalelor din acea zonă. Deoarece centrele urbane sunt considerate adesea surse de poluare, cum era de așteptat, plantele locale au fost nevoite să se adapteze pentru a rezista acestor conđiții.    

## Efectele urbanizării asupra climei
S-a constatat că mediile urbane și zonele periferice prezintă temperaturi locale unice, precipitații și alte activități caracteristice, cauzate  de anumiți factori, precum, poluarea și ciclurile geochimice modificate. Efectele urbanizării asupra climei sunt, de exemplu: insula de căldură urbană, efectul oazei, gazele cu efect de seră și ploile acide. Pe baza acestui lucru  apar polemici cu privire la faptul că zonele urbane ar trebui considerate un biom unic. În ciuda evoluțiilor comune în rândul  centrelor urbane, mediul local din apropiere influențează foarte mult schimbările climatice. Un  exemplu de diferențe regionale poate fi observat prin insula de căldură urbană și efectul oazei. 

### Efectul insulei de căldură urbană

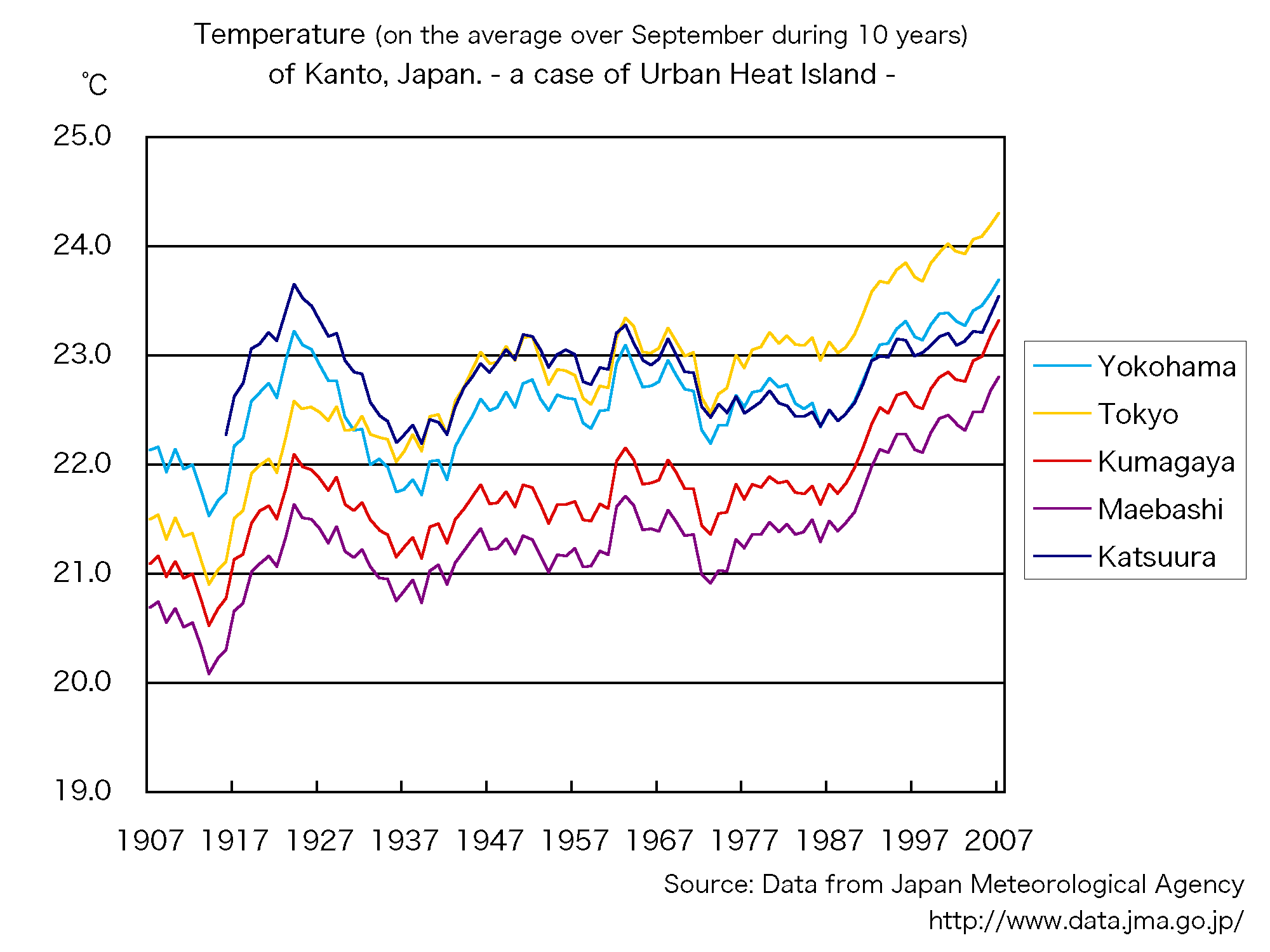
Reprezentare grafică a temperaturii aflate în creștere în Kanto, Japonia, din cauza insulei de căldură urbană.

Insula de căldură urbană reprezintă fenomenul în care regiunile centrale care aparțin zonelor urbane prezintă temperaturi medii mai ridicate decât zonele asemănătoare din jur.  O mare parte din acest efect poate fi atribuit albedului scăzut din oraș , puterii de reflexie a unei suprafețe  și a zonei  extinse acoperite de clădiri pentru a absorbi radiațiile solare.  Suprafețele din beton, ciment și metal din zonele urbane tind să absoarbă energie termică în loc să o reflecte, având ca rezultat,  temperaturi mult  mai ridicate în aceste zone.  Efectul insulei termice urbane  arată o legătură  favorabilă cu densitatea populației din orașul Baltimore, lucru desoperit de Brazel și alții. Efectul insulei termice are consecințe ecologice corespunzătoare asupra speciilor locale.  În orice caz, acest efect a fost observat doar în climele temperate. 

### Gazele cu efect de seră
Gazele  dioxidului de carbon și metanului, provenite din arderea combustibililor fosili pentru aprovizionarea întinsei metropole urbane cu energia necesară, aparțin emisiilor de gaze cu efect de seră. Alte gaze care  aparțin acestei clase includ vaporii de apă și oxidul de azot. Creșterile gazelor cu efect de seră datorate transportului urban, construcțiilor, industriei și altor nevoi s-au dovedit a fi o cauză clară a creșterii temperaturii. Vacile agricole de lapte    și depozitele de deșeuri reprezintă surse de metan 

### Ploile acide și poluarea

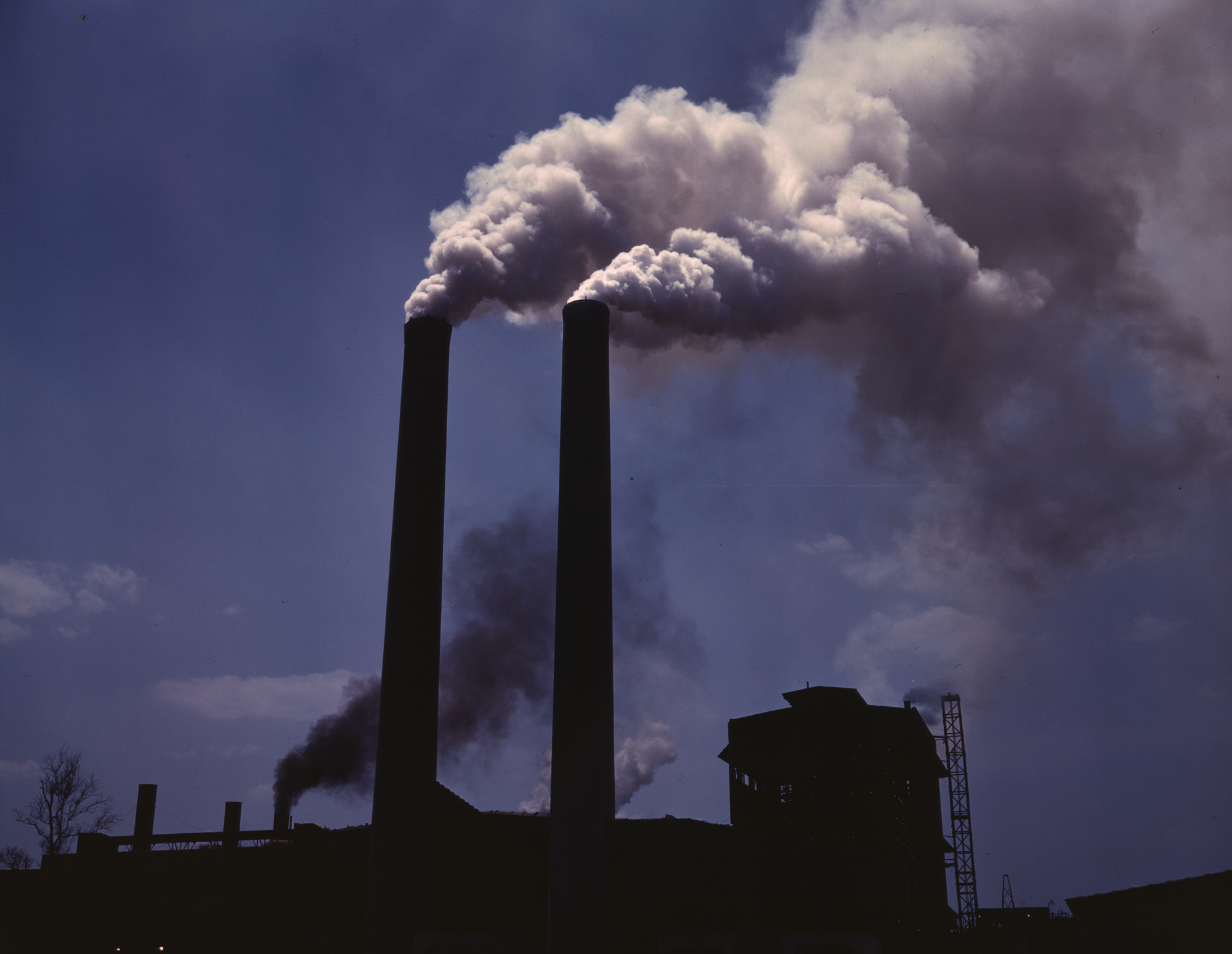
Coșuri de fum aparținând unei fabrici de producție din timpul războiului, care eliberează poluanți în atmosferă.

Procesele legate de zonele urbane au ca rezultat emisia de numeroși poluanți, care schimbă ciclurile de nutrienți corespunzătoare de carbon, sulf, azot și alte elemente.  Aceste surse de poluare influențează ecosistemele din interiorul  și din  jurul centrului urban. Concentrațiile mari de dioxid de sulf rezultate din cererile industriale ale populației determină apele pluviale să devină mai acide .   S-a descoperit că un astfel de efect are o influență majoră asupra populațiilor  afectate din zonă, în special în mediile acvatice.  Deșeurile din centrele urbane, pot provoca cicluri biogechimice la scară globală, în special metropolele mari din țările dezvoltate, 

### Mediul urban ca biom antropic
Mediul urban a fost clasificat ca un biom antropic,  care se caracterizează prin predominanța anumitor specii și tendințe climatice, cum ar fi insula de căldură urbană în  orașe.   Exemple de specii caracteristice multor medii urbane cuprind: pisici, câini, țânțari, șobolani, muște și porumbei, considerate  specii generaliste.  Multe dintre acestea depind de activitatea umană și s-au adaptat în mod corespunzător adăpostului creat de centrele urbane. 

## Biodiversitate și urbanizare
Cercetările făcute până în prezent  indică faptul că, urbanizarea favorizează, la scară mică,  biodiversitatea speciilor noi, reducând-o în același timp pe cea a speciilor locale. Acest lucru are ca rezultat o scădere generală a bogăției speciilor și la creșterea biomasei totale și a abundenței speciilor. De asemenea, urbanizarea scade diversitatea pe scară largă. 
Sindromul fluxului urban reprezintă o caracteristică a urbanizării, analizată în mod constant,  prezentând o concentrație ridicată de nutrienți și contaminanți, morfologie modificată a fluxurilor, o creștere impresionantă a speciilor dominante și scăderea biodiversității   Cele două cauze principale ale sindromului de flux urban sunt scurgerea apei de ploaie și instalația de epurare a apelor reziduale. 

### Schimbări în diversitate
Diversitatea este  scăzută, în mod normal, la niveluri intermediare-joase, însă, aceasta scade mereu la niveluri înalte de urbanizare,    Aceste reacții au fost observate la vertebrate și nevertebrate, în timp ce, speciile de plante tind spre o creștere în nivelurile intermediare-joase de urbanizare, totuși, aceste tendințe nu se aplică la toate viețuitoarele din cadrul categoriilor respective. De exemplu, analiza lui McKinney (2006)  nu a cuprins efectele urbanizării asupra peștilor și din cele 58 de studii asupra nevertebratelor, 52 au inclus insecte, în timp ce doar 10 au inclus păianjeni. Există, de asemenea, o subiectivitate geografică, deoarece majoritatea studiilor au avut loc fie în America de Nord, fie în Europa. 
Efectele urbanizării depind, de asemenea, de tipul și ansamblul de resurse folosite de organism.    Speciile generaliste, cele care folosesc un număr mare de resurse și se pot dezvolta într-o gamă variată de condiții de viață,  probabil supraviețuiesc în medii uniforme. Speciile de specialitate, nu pot rezista în astfel de  medii deoarece acestea prosperă pe baza unei game  restrânse de resurse și supraviețuiesc în condiții de viață limitate.  Există posibilitatea apariției unui efect variabil asupra acestor două grupuri de organisme, deoarece, urbanizarea modifică uniformizarea structurii habitatului.  În mod surprinzător, s-a descoperit că speciile de plante pe cale de dispariție au apărut pe o gamă largă de ecosisteme urbane, multe dintre ele fiind ecosisteme noi. 

### Ce cauzează schimbarea diversității?
Mediul urban poate diminua diversitatea prin eliminarea habitatului și omogenizarea speciilor - creșterea similarității între două comunități biologice inițial distincte. Degradarea și fragmentarea habitatului    prin dezvoltarea urbană diminuează suprafața habitatului adecvat și separă zonele adecvate de terenurile ostile, precum drumuri, cartiere și parcuri deschise.  Deși această înlocuire a unui habitat adecvat cu un habitat necorespunzător va duce la dispariția speciilor locale, unele adăposturi pot fi create în mod artificial și vor favoriza supraviețuirea speciilor noi (de ex. cuiburile vrabiilor de casă și  de șoareci de casă ).  Urbanizarea favorizează adaptarea speciilor prin disparitia speciilor endemice locale și prin introducerea celor noi, care sunt deja răspândite pe scară largă.  Modificările aduse habitatului pot favoriza atât dispariția speciilor endemice locale, cât și introducerea celor noi.  Efectele schimbării habitatului vor fi probabil asemanătoare în toate mediile urbane, deoarece acestea sunt construite pentru a satisface nevoile oamenilor.  
Diversitatea poate fi sporită, de asemenea, prin mai multe modalități de către mediul urban. Multe organisme străine sunt introduse și dispersate natural sau artificial în zonele urbane. Răspândirile artificiale pot fi intenționate, în cazul în care organismele sunt folosite pentru uzul uman sau accidentale, în care organismele se atașează de vehiculele de transport .  Oamenii procură surse de hrană (de exemplu, semințe de hrănire pentru păsări, gunoi, compost de grădină)  și reduc numărul prădătorilor naturali mari din mediile urbane,  permițând populației numeroase să fie susținute în cazul în care alimentele și vânătoarea ar limita, în mod normal, populația. O categorie variată de habitate  există în mediul urban, ca urmare a diferențelor de utilizare a terenurilor  permițând susținerea mai multor specii decât  habitatele mai uniforme. 

## Moduri de îmbunătățire a ecologiei urbane: construcții civile și durabilitate
Orașele ar trebui să fie proiectate și construite intr-o manieră în care  efectele urbane asupra mediului înconjurător să fie reduse la minimum  (insula de căldură urbană, precipitații etc.), precum și optimizarea activității ecologice. De exemplu, prin creșterea albedo - ului, sau a puterii reflectoare a suprafețelor din zonele urbane,  insula de căldură urbană poate fi redusă,   rezultând o magnitudine mai mică a efectului acesteia în orașe. Prin reducerea  acestor tendințe anormale de temperatură și altele, activitatea ecologică ar fi, probabil, îmbunătățită în mediul urban. 

### Necesitatea depoluării
Urbanizarea a avut într-adevăr un efect profund asupra mediului, atât la nivel local, cât și la nivel global. Dificultățile întâlnite în construirea activă a coridorului habitatului și întoarcerea ciclurilor biogeochimice la normalitate ridică întrebarea dacă, astfel de obiective se pot realiza. Cu toate acestea, unele grupuri incearcă să readucă zonele de teren afectate de peisajul urban, într-o stare mai naturală.  Aceasta include utilizarea arhitecturii peisajului pentru modelarea sistemelor naturale și refacerea râurilor în statele pre-urbane.  

### Durabilitate

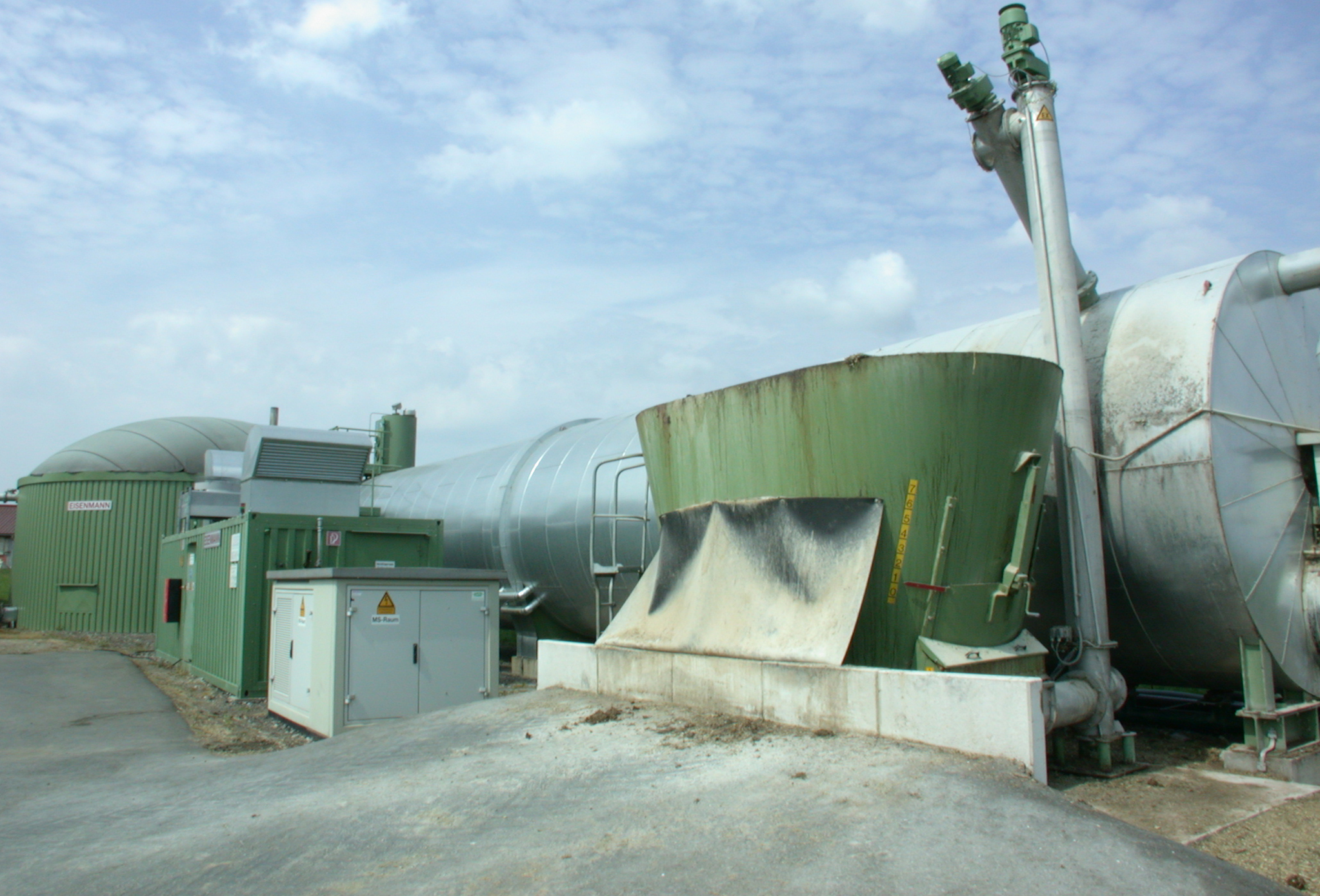
Țevi care transportă biogaz produs prin digestia anaerobă sau fermentarea materialelor biodegradabile ca formă de captare a carbonului.

Odată cu  cererile tot mai numeroase  de resurse necesare ca urmare a urbanizării, campaniile recente își  îndreaptă atenția către consumul durabil de energie și resurse, cum ar fi certificarea LEED a clădirilor, aparatele certificate Star Star și vehiculele cu emisii zero, care au luat amploare. Durabilitatea reflectă tehnicile și consumul, asigurând utilizarea resurselor într-un mod destul de scăzut, ca o componentă a ecologiei urbane. Tehnici precum recapturarea carbonului pot fi, de asemenea, utilizate pentru a capta compuși de carbon produși în centrele urbane, de preferabil cei care emit în mod constant mai mult gaz cu efect de seră . 

### Natura urbană (spațiu deschis urban,  ecologizarea urbană)
Una dintre  metodele esențiale de îmbunătățire a ecologiei urbane este inclusă în orașe, in zone mai mult sau mai puțin naturale: parcuri, grădini, peluze . Aceste zone îmbunătățesc sănătatea, bunăstarea populației umane, animalelor și a plantelor din mediul urban.  În general acestea poartă numele de spatiu deschis urban (deși acest cuvânt nu înseamnă întotdeauna spațiu verde), spatiu verde, ecologizarea urbană. 
Un studiu publicat în revista Nature's Scientific Reports din anul 2019 a descoperit că persoanele care petreceau cel puțin două ore pe săptămână în natură, aveau 23% mai multe șanse să fie mulțumite de viața lor și cu 59% mai multe șanse să se simtă mai bine, decât cei care au avut expunere zero. Studiul a folosit date prelaute de la aproximativ 20.000 de persoane din Marea Britanie. Rezultatele rămân aceleași, indiferent dacă persoana a fost într-o singură călătorie sau mai multe, iar beneficiile au crescut în cazul expunerii timp de 300 de minute. Avantajul beneficiilor se exercită asupra bărbaților, femeilor indiferent de vârstă, precum și celor care aparțin diferitelor comunități etnice, statut socio-economic, dar chiar  și asupra celor cu îmbolnăviri și dizabilități pe termen lung.  
Oamenii care nu au petrecut cel puțin două ore - chiar dacă au depășit o oră pe săptămână - nu se pot bucura de aceste beneficii. 
Acest studiul reprezintă  cea mai recentă descoperire prin care putem obține un organism puternic, dovedind beneficiile naturii asupra sănătății. Mulți medici recomandă, deja, pacienților  pe rețetă, natura. 
Studiul nu consideră timpul petrecut în curtea sau grădina proprie a unei persoane, ca timp petrecut în natură, dar majoritatea vizitelor in natură din prezentul studiu, au avut loc la doi kilometri de casă. ,,Chiar și vizitarea spațiilor verzi urbane, locale, este considerat  a fi un lucru bun", a declarat dr. White într-un comunicat de presă. ,,Două ore pe săptămână reprezintă o speranță  realistă pentru mulți oameni, având în vedere, în mod special, faptul că poate fi propagat  de-a lungul  unei săptămâni, pentru a te bucura de acest beneficiu.  " 

## Rezumat
Urbanizarea are ca rezultat o serie de consecințe atât locale, cât și extinse asupra biodiversității, ciclurilor biogeochimice, hidrologiei și climei, pe lângă multe alte tensiuni. Multe dintre aceste efecte nu sunt pe deplin înțelese, deoarece ecologia urbană a apărut recent doar ca disciplină științifică și rămân foarte multe investigații de făcut. Studiile asupra orașelor din afara SUA și Europa rămân limitate. Constatările privind impactul urbanizării asupra biodiversității și interacțiunilor speciilor sunt asemănătoare în multe studii, dar încă nu au fost stabilite mecanisme definitive. Ecologia urbană constituie un domeniu important și extrem de relevant al ecologiei, urmând să fie studiat în continuare, pentru a înțelege in totalitate efectele zonelor urbane umane asupra mediului.     